# Hanska (Minnesota)
Hanska é uma cidade localizada no estado americano de Minnesota, no Condado de Brown.

## Demografia
Segundo o censo americano de 2000, a sua população era de 443 habitantes.
Em 2006, foi estimada uma população de 421, um decréscimo de 22 (-5.0%).

## Geografia
De acordo com o United States Census Bureau tem uma área de
0,6 km², dos quais 0,6 km² cobertos por terra e 0,0 km² cobertos por água. Hanska localiza-se a aproximadamente 304 m acima do nível do mar.

## Localidades na vizinhança
O diagrama seguinte representa as localidades num raio de 24 km ao redor de Hanska.